# Угьен Вангчук
Угьен Вангчук (11 июня 1862 — 21 августа 1926) — первый король Бутана. В 1907 году он взошёл на трон, основав новую династию и объединив Бутан. До этого он был Тронгса-пенлопом (правителем местности Тронгса под покровительством из дзонга Тронгса). Базируясь в центральном Бутане, он смог победить своих противников в гражданских войнах и бунтах (1882—1885).

## Биография
Родился в семье Джигме Намгьяла. Угьен Вангчук принимал участие в походе английских войск на Лхасу в 1904 году, выполняя миссию посредничества между англичанами и тибетскими властями. Награждён Англией за отличную службу и произведён в рыцари. В 1907 году Угьен Вангчук был выбран королём Бутана в Пунакха, и город Пунакха стал столицей объединённого Бутана. В 1910 году Первый Король заключил с Англией мир, признав сюзеренные отношения в обмен на полную автономию и невмешательство Англии во внутренние дела Бутана (Пунакхский договор). С этого времени начинается период изоляции Бутана, когда Бутану удалось избежать участия в мировых войнах.

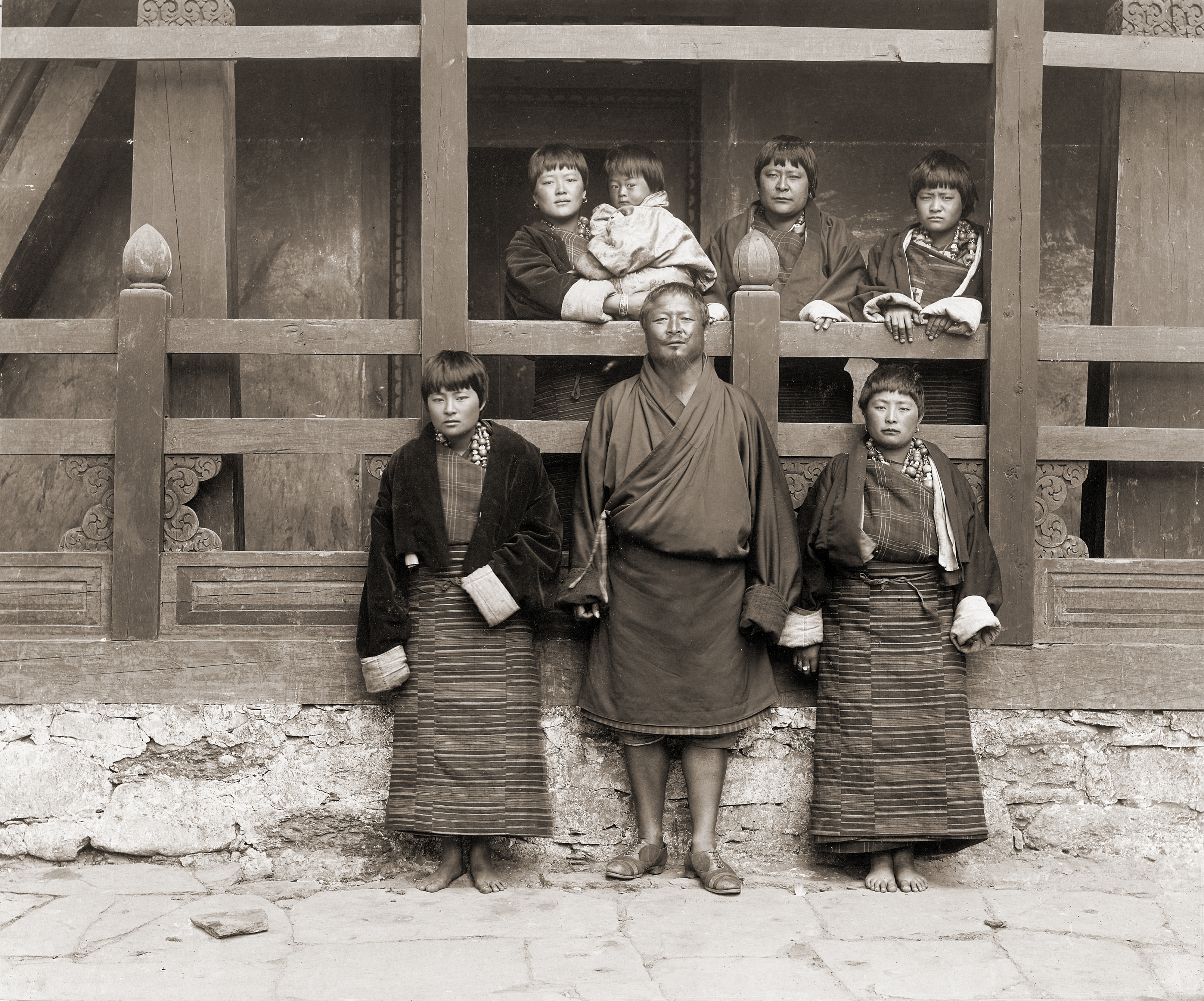
Угьен Вангчук и его семья в 1905 году

## Награды
- Британский Орден Индийской империи рыцарь-командор (02.01.1905)[1]
- Британский Орден Звезды Индии рыцарь-командор (12.12.1911)
- Британская золотая медаль Delhi Durbar в честь коронации Георга V императором Индии (12.12.1911)
- Британский Орден Индийской империи рыцарь-великий командор (01.01.1921)